# Colletes furfuraceus
Colletes furfuraceus là một loài Hymenoptera trong họ Colletidae. Loài này được Holmberg mô tả khoa học năm 1886.